# Civard Sprockel
Civard Sprockel (Willemstad, 10 de maio de 1983) é um ex-futebolista neerlandês que atuava como zagueiro.

## Carreira em clubes
Após jogar por VV Lens e DVO'32 ainda na base, Sprockel iniciou a carreira profissional no Feyenoord em 2001, aos 18 anos. Jogou apenas 10 partidas pelo Stadionclub (6 pela Eredivisie, 1 pela Copa dos Países Baixos e 3 pela Copa da UEFA) e marcou um gol. Atuou uma temporada por empréstimo no Excelsior, que o comprou em definitivo em 2003. Pelos Kralingers, venceu a Eerste Divisie em 2005–06.
Defendeu também Vitesse, Anorthosis Famagusta, CSKA Sofia (não chegou a jogar), Botev Plovdiv, Othellos Athienou, Notts County e FC Eindhoven antes de encerrar a carreira nas divisões amadoras do futebol neerlandês, atuando por VV Duno e RKHVV Huissen (onde também acumulou as funções de treinador do time Sub-19 e coordenador das categorias de base) até 2023, quando deixou os gramados. Permaneceu vinculado à equipe de Huissen como auxiliar-técnico por mais um ano.

## Carreira internacional
Nascido em Willemstad, na ilha de Curaçau (até então pertencente às Antilhas Neerlandesas), Sprockel jogou pelas seleções de base dos Países Baixos entre 2000 e 2004. Ele chegou a ser convocado por Marco van Basten para um amistoso da equipe principal da Oranje contra a Rússia em 2007, mas não foi utilizado.

## Títulos
Feyenoord
- Copa da UEFA: 2001–02

Excelsior
- Eerste Divisie: 2005–06